# Tanio Tenev
Tanio Tenev –en búlgaro, Танё Тенев– (28 de marzo de 1972) es un deportista búlgaro que compitió en lucha grecorromana. Ganó una medalla de plata en el Campeonato Europeo de Lucha de 2002, en la categoría de 55 kg.

## Palmarés internacional
| Campeonato Europeo | Campeonato Europeo    | Campeonato Europeo | Campeonato Europeo |
| Año                | Lugar                 | Medalla            | Categoría          |
| ------------------ | --------------------- | ------------------ | ------------------ |
| 2002               | Seinäjoki (Finlandia) | Medalla de plata   | 55 kg              |